# Atentatele teroriste de la Paris din noiembrie 2015
Atentatele teroriste de la Paris din noiembrie 2015 au fost o serie de atacuri armate, atentate cu bombă și o luare de ostatici, care au avut loc în capitala Franței în seara zilei de 13 noiembrie 2015 și în primele ore ale zilei următoare, în arondismentele 10 și 11 și în apropierea stadionului Stade de France, situat în Saint-Denis. Atentatele au început la ora 22:16, ora României și au fost revendicate de Statul Islamic. Au avut loc cel puțin trei explozii și șase atacuri armate.
Statul francez a declarat starea de urgență și a reintrodus controalele de frontieră (deși președintele declarase inițial că granițele au fost închise complet). Cetățenii au fost sfătuiți să nu iasă din case, pentru propria lor siguranță.

## Locul atentatelor
13 noiembrie:
- 22:16 – Prima exploxie lângă stadionul Stade de France, provocată de un sinucigaș cu bombă.[10]
- 22:20 – Împușcături pe strada Bichat.[11]
- 22:30 – A doua exploxie lângă stadionul Stade de France, provocată de un sinucigaș cu bombă.[10]
- 22:45 – Patru indivizi armați intră în teatrul Bataclan și încep să tragă.
- 22:50 – Împușcături pe strada de Charonne.[10]
- 22:53 – A treia explozie lângă stadionul Stade de France, provocată de un sinucigaș cu bombă.[10]
- 23:00 – Luare de ostatici la teatrul Bataclan.

14 noiembrie:
- 01:58 – Poliția franceză pune capăt asediului de la teatrul Bataclan, unde 60–100 de persoane au fost luate ostatice.[10]

### Stadionul Stade de France
La stadionul Stade de France din orașul Saint-Denis au avut loc trei explozii în urma cărora au decedat cinci persoane. Exploziile au avut loc la orele 22:16, 22:30 și 22:53. Prima explozie a fost detonată la poarta J a stadionului, ucigând trei suporteri, în timpul primei reprize a meciului amical de fotbal dintre reprezentativele Franței și Germaniei. Președintele Franței, François Hollande, prezent la meci, a fost evacuat la pauza meciului, și s-a întâlnit cu minsitrul francez de interne, Bernard Cazeneuve, pentru a coordona răspunsul la starea de urgență. Celelalte două explozii s-au auzit în timpul transmisiei televizate a meciului, dar jucătorii și spectatorii n-au fost informați despre ceea ce se întâmplă decât după finalul meciului.
O parte a publicului spectator n-a fost lăsat să evacueze stadionul și au așteptat pe gazon, până când forțele de securitate au asigurat evacuarea stadionului în condiții de siguranță.

### Colțul străzilor Bichat și Alibert (arondismentul 10)
Primele împușcături au avut loc în jurul orei 22:20 asupra persoanele aflate în zona cafe-barului Le Carillon. Apoi, atacatorii au transversat strada și au deschis focul asupra restaurantului Le Petit Cambodge ucigând 11 persoane. Una dintre mașinile cu care au plecat de locul atentatului a fost cu numere de înregistrare din Belgia. Victimile atentatului au fost ajutate de doctori și asistente de la spitalul Saint-Louis din apropiere.

### Strada Fontaine-au-Roi  (arondismentul 11)
În jurul orei 22:30, o persoană înarmată, conducând un scuter, a deschis focul asupra terasei restaurantului italian La Casa Nostra și a ucis 5 persoane și a rănit grav alte 8 persoane.

### Strada Charonne (arondismentul 11)

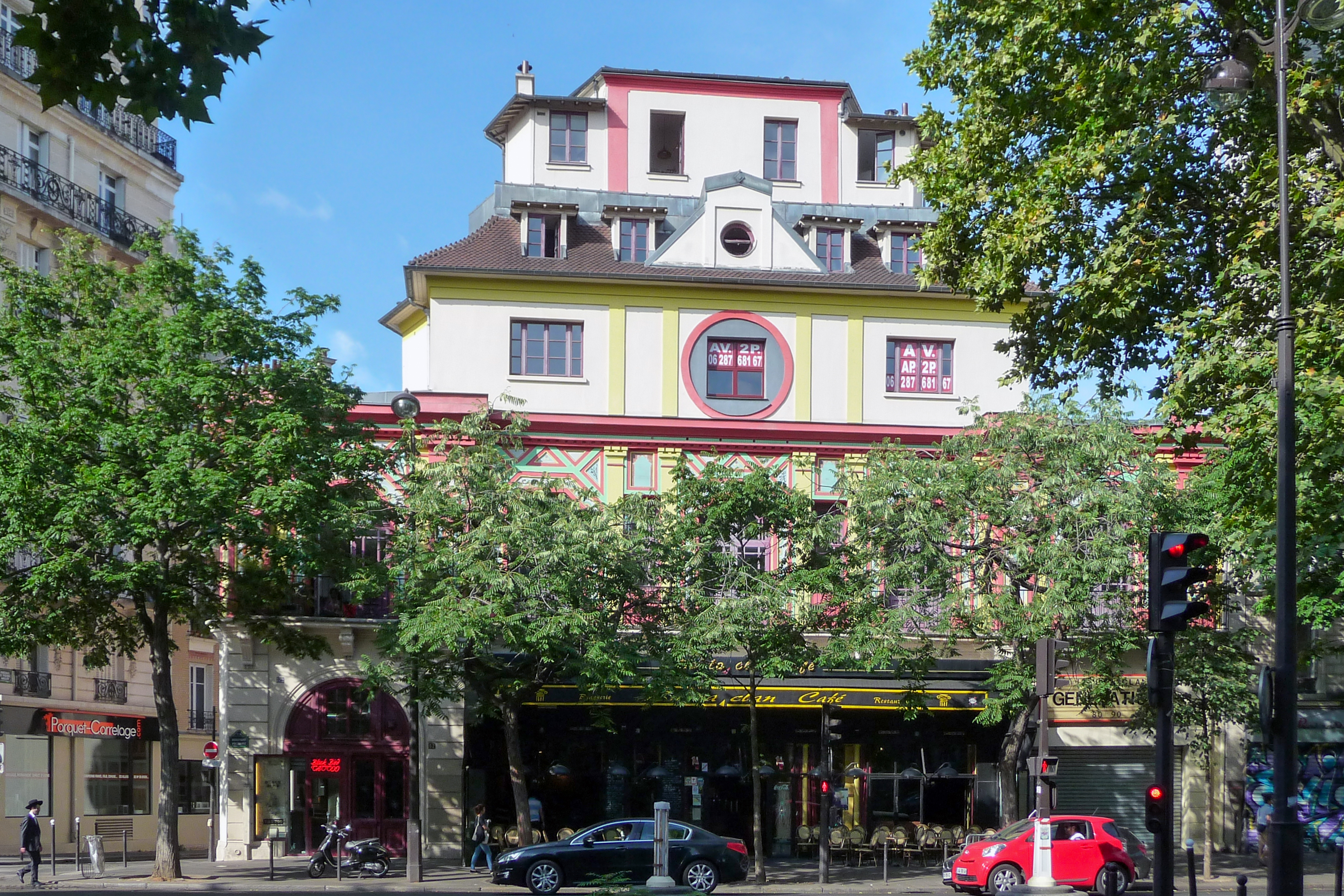
Teatrul Bataclan în 2015

Două persoane înarmate au deschis focul asupra restaurantului La Belle Equipe, aflat la colțul străzilor Charonne și Faidherbe, și au ucis 19 persoane și au rănit grav 14 persoane.

### Bulevardul Voltaire  (arondismentul 11)
La ora 22:40, un sinucigaș cu bombă a intrat în cafeneaua Comptoir Voltaire, din apropierea teatrului Bataclan, a plasat comanda, iar apoi a detonat bomba, rănind 15 persoane.

### Teatrul Bataclan  (arondismentul 11)
În timp ce avea loc un concert al grupului american de hard rock Eagles of Death Metal, au fost uciși peste 100 de spectatori, dintre cei aproximativ 1500 de spectatori prezenți. Poliția franceză a intervenit după miezul nopții în cazul luării de ostatici, ucigând un terorist, ceilalti trei teroriști detonându-și încărcăturile explozive. 

## Victime
| Naționalitatea | Morți | Răniți |
| -------------- | ----- | ------ |
| Franța         | N/A   | N/A    |
| Belgia         | 3     |        |
| Chile          | 3     |        |
| Algeria        | 2     |        |
| Mexic          | 2     | 1      |
| România        | 2     | 2      |
| Tunisia        | 2     |        |
| Portugalia     | 1     |        |
| Spania         | 1     |        |
| Suedia         | 1     | 1      |
| Regatul Unit   | 1     |        |
| Statele Unite  | 1     |        |
| Australia      | 0     | 1      |
| Irlanda        | 0     | 1      |
| Nespecificat   | 110   | 348    |
| Total          | 129   | 352    |

Ministerul Afacerilor Externe din România a anunțat sâmbătă, 14 noiembrie, că doi cetățeni români, Lăcrămioara Pop și Ciprian Calciu, care se aflau la o terasă în Paris, au fost împușcați mortal dintr-o mașină în care se aflau teroriști. Informația a fost confirmată de autoritățile franceze. De asemenea, doi cetățeni români au fost răniți.

## Legături externe
- Atentate teroriste la Paris: Bilanțul oficial este de cel puțin 140 de morți. Aproximativ 100 de persoane ar fi fost ucise în urma luării de ostatici din sala de concerte Bataclan. Teroriștii au fost neutralizați, 14 noiembrie 2015, Mihai Drăghici, mediafax.ro
- fr  Attentats à Paris : Qui étaient les victimes ?